# Trichromatyzm
Trichromatyzm – widzenie za pomocą trzech różnych rodzajów komórek receptorowych. Bardzo częste u zwierząt, w tym u człowieka, który posiada trzy rodzaje czopków pobudzanych przez światło o różnej długości fali. 
Mutacje w genach kodujących białka wrażliwe na światło mogą doprowadzić do zaburzenia widzenia kolorów. Zaburzenie wrażliwości na barwy jednego z rodzajów czopków określa się jako trichromatyzm nieregularny/anormalny (ang. anomalous trichromacy). Pojawia się ona, gdy występują zmiany w sekwencji aminokwasów w pigmentach czopków ludzkiego oka. Mówi się wtedy o niedowidzeniu barw.
Rodzaje zaburzeń trichromacji:
- protanomalia (ang. protanomaly) – obniżona percepcja nasycenia i jaskrawości czerwieni;
- deuteranomalia (ang. deuteronamaly) – obniżona percepcja nasycenia (ale nie jaskrawości) zieleni;
- tritanomalia (ang. tritanomaly) – obniżona percepcja barwy niebieskiej.